# Menschen unter Menschen
Menschen unter Menschen ist der deutsche Titel der 1912 entstandenen, ersten monumentalen Verfilmung von Victor Hugos Roman Les Misérables. Unter der Regie von Albert Capellani spielt der Franzose Henry Krauss, „einer der ersten Charakterstars des heimischen Kinos“, die Hauptrolle der geschundenen und verfolgten Kreatur Jean Valjean. Sein allgegenwärtiger, erbarmungsloser Verfolger Javert wird von Henri Étiévant dargestellt. Capellanis Film gilt als „die erste umfassende und werkgetreue Filmfassung von Victor Hugos Roman […], die ihm zuhause erheblichen Ruhm einbrachte“.

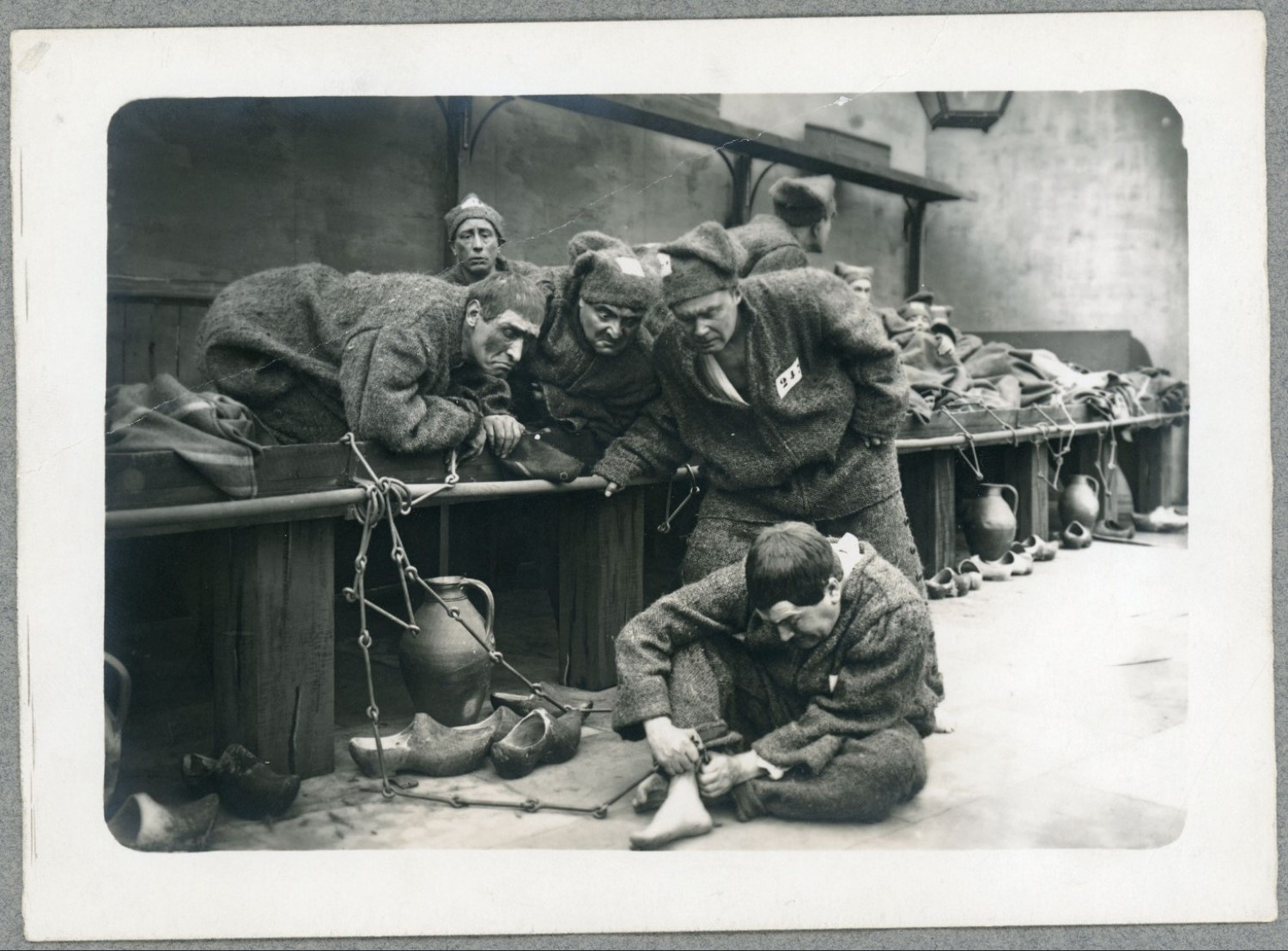
Szenenfoto mit Henry Krauss als Jean Valjean, hier als Strafgefangener

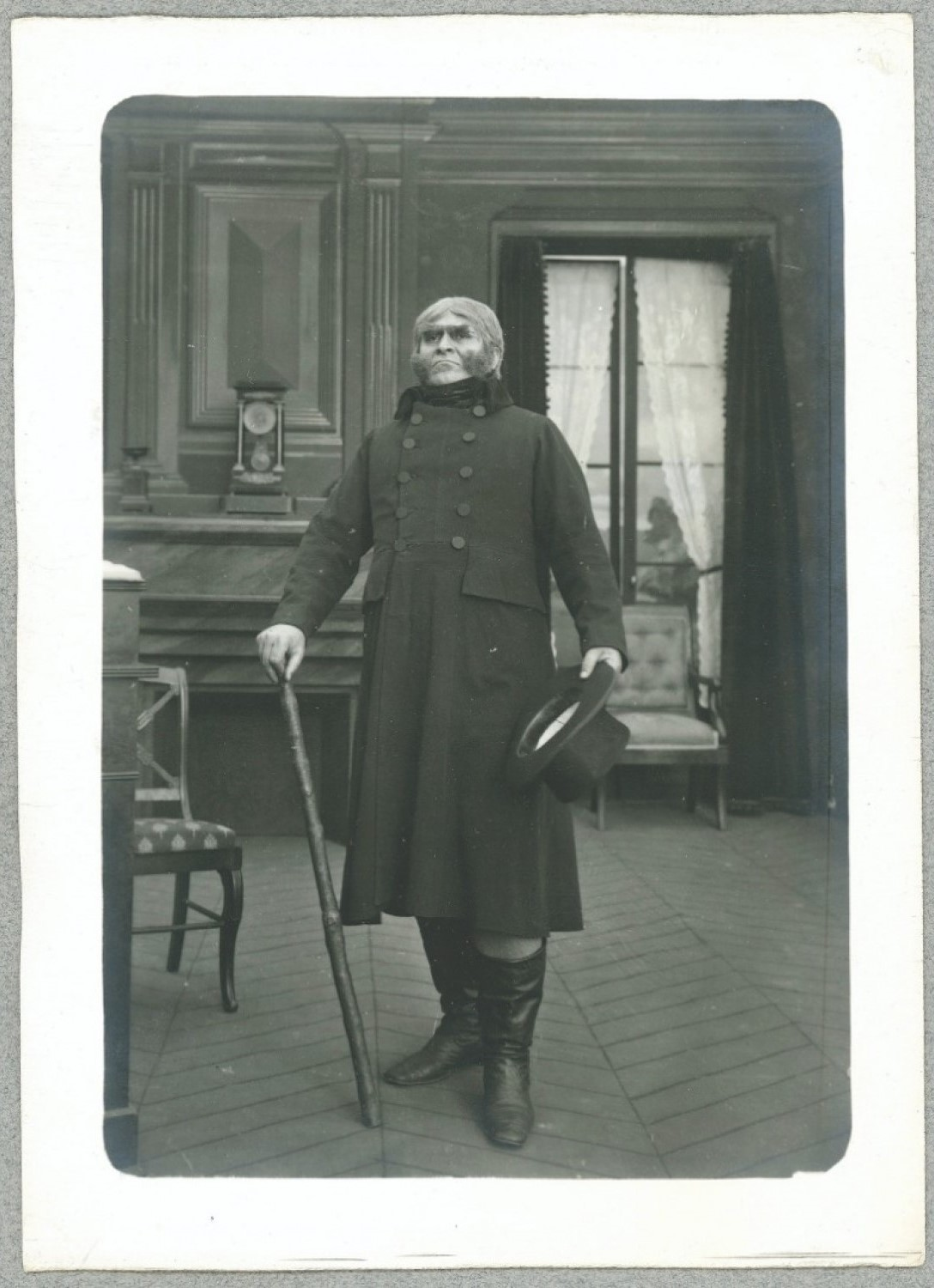
Szenenfoto mit Henri Étiévant als erbarmungsloser Jäger Valjeans, Javert

## Handlung

### Erste Epoche: Jean Valjean (1820)
Der etwas grobschlächtige und handfeste Jean Valjean lebt ein einfaches Leben in der frühen nachnapoleonischen Zeit. Er ist ohne Arbeit und kümmert sich ganz um seine kränkliche, alte Mutter. Das Angebot zum leichten (aber illegalen) Gelderwerb, dem Wildern, hat er bereits abgelehnt. Doch der ständige Hunger schlägt ihm schwer auf den Magen. Als er eines Tages an einer Bäckerei vorbeigeht und der verführerischen Duft von frisch gebackenem Brot in seine Nase steigt, kommt es über ihn: Valjean greift ohne zu zahlen zu und rennt davon. Doch der stämmige Mann ist bei seinem Diebstahl bemerkt worden, und man verfolgt ihn bis in sein und seines Mutters Heim. Dort nimmt man den sich heftig gegen seine Festnahme sträubenden Valjean fest. Die strafverschärfenden Umstände seines Arrests führen dazu, dass eine drakonische Strafe ihn für fünf Jahre in eine Strafkolonie schickt. Dort muss er Zwangsarbeit leisten, an der schon so mancher Häftling physisch wie psychisch zerbrochen ist. Aufseher Javert ist ein harter Mann, dessen unbedingter Glauben an eine Besserung eines jeden straffällig Gewordenen einzig über das Brechen von dessen Persönlichkeit geht. Valjeans absoluter Freiheitswille führt dazu, dass er rasch einen Plan entwickelt, aus der Strafkolonie auszubrechen. Tatsächlich gelingt schon sein erster Versuch, doch Valjean hat nicht mit der Hartnäckigkeit Javerts gerechnet: Dieser wird sich fortan an seine Fersen heften und mit fanatischem Antriebswillen versuchen, den Ausbrecher wieder einzufangen.
Derweil ist es Valjean auf der Flucht nicht gut gegangen. Orientierungslos irrt er in der Fremde herum, frierend, hungernd und zunehmend verzweifelt. Auf einer Bank nahe einer Dorfkirche lässt sich der Getriebene erschöpft nieder. Eine Frau nähert sich und erkennt das Leid in diesem Mann. Sie sagt Valjean, er möge zur Kirche gehen und sich an Abbé Myriel wenden, der ein frommer Mann sei und ein gutes Herz besitze. Tatsächlich nimmt der Gottesmann Valjean vorübergehend bei sich auf und gibt ihm auch etwas zu essen. Doch seine Lebensumstände haben Valjean scheu und misstrauisch gemacht, auch ist er es in letzter Zeit nicht mehr gewohnt, mit einem Dach über dem Kopf zu übernachten. Sein unabdingbarer Freiheitswille zieht ihn daher recht bald wieder in Mutter Natur. Doch die freie Natur ist Wildnis in mehr als nur einer Hinsicht. Es dauert nicht lange, da wird Valjean von zwei Gendarmen aufgegriffen, da aus seinem Ranzen zwei Silberlöffel herausragen, die nur aus dem Pfarrhaus des Monseigneur stammen können. Mit dem Geistlichen konfrontiert, erklärt Myriel den beiden Polizisten, dass er Valjean die beiden Löffel am Vortag geschenkt habe und gibt ihm obendrein noch zwei Leuchter und ein Empfehlungsschreiben hinzu. Dieses an Myriels Bruder, einen Fabrikbesitzer, gerichtetes Schriftstück soll Valjeans Zukunft ebnen, denn darin bittet der Gottesmann seinen Bruder, Jean Valjean in Lohn und Brot zu stellen, was dieser schließlich auch tut.

### Zweite Epoche: Fantine
Valjeans Leben hat sich zum Besseren gewandelt. Er hat im Lauf der Jahre die Fabrikleitung übernommen und den Namen Madeleine angenommen. Er ist ein anerkanntes Mitglied der Gesellschaft geworden. Als eine bei ihm beschäftigte junge Frau acht Tage lang unentschuldigt fern bleibt, sieht sich Madeleine gezwungen, die Frau zu entlassen. Valjean weiß nicht, dass sich die junge Mutter namens Fantine um ihr krankes Kind kümmern muss, da es ihr unangenehm ist, ihren Chef diesbezüglich zu informieren. Eine sehr viel schlimmere Katastrophe tut sich in Gestalt des neuen Polizeiinspektors auf, der in den Ort entsandt wurde und der Madeleine/Valjeans in seiner Funktion eines Gemeindevorstehers vorgestellt wird. Es handelt sich um Valjeans alten Widersacher Javerts, der sich sehr über die Ähnlichkeit Madeleines mit Valjean wundert. Trotz der Vorahnung begibt sich keiner der beiden Männer aus der Deckung. Derweil sieht sich Fantine gezwungen, ihre schönen Haare zu verkaufen, um ihr Kind versorgen zu können. Dies bringt ihr von den früheren Kolleginnen Gespött ein, sodass es deswegen bald zu einer handfesten Rauferei kommt. Javerts nimmt Fantine daraufhin fest. Im Polizeirevier kommt es zur Wiederbegegnung zwischen der Entlassenen und ihrem ehemaligen Chef, dem Fabrikdirektor. Madeleine alias Valjean erkennt nun, welchen Fehler er mit der Entlassung Fantines begangen hat, erwirkt ihre Freilassung aus dem Polizeigewahrsam und bietet der jungen Frau an, sie und ihr Kind in sein Haus aufzunehmen. Fantine, die keine Alternativen sieht, nimmt sein Angebot an.
Eines Tages geschieht auf dem Werksgelände ein Unglück: Ein Arbeiter ist unter einen schweren Laster geraten, der aufgrund seines Gewichts nicht zu heben ist. Madeleine eilt zur Unglücksstelle, und da er aufgrund seiner einstigen Tätigkeit in der Strafkolonie ein ungewöhnlich starker Mann geworden ist, hebt er den Lastwagen im Alleingang und rettet so den Verunglückten. Nach dessen Genesung verschafft Madeleine dem Verunglückten eine leichte Tätigkeit als Gemeindegärtner. Javert, der Zeuge von Valjeans Rettungstat geworden ist, scheint sich mehr und mehr sicher zu sein, dass Madeleine und Valjean ein und dieselbe Person sein müssen. Er teilt diesen Verdacht dem zuständigen Staatsanwalt mit. Als Javert eine Zeitungsnotiz in die Hände bekommt, in der von einem anstehenden Prozess gesprochen wird, in dem ein Mann, der als Valjean vermutet wird, angeklagt ist, ist Javert sehr erstaunt. Er berichtet Madeleine alias Valjean darüber bittet um Vergebung für seinen „Irrtum“ und bittet, seinen Posten als Polizeiinspektor räumen zu dürfen. Doch auch diesmal zeigt sich Valjean großmütig und verzichtet darauf, dieser Bitte zu entsprechen. Dennoch reist Javert wieder ab.
Valjeans Gewissen ist stärker als sein unbedingter Freiheitswille, und so beschließt er, zum Gericht zu eilen und sich zu stellen. Er will nicht, dass jemand für ihn und seine Flucht büßen muss. Zwar wird seine Verhaftung beschlossen, zugleich aber entspricht man auch Valjeans Wunsch, die in dem Fabrikkrankenhaus liegende, sterbenskranke Fantine noch einmal besuchen zu können. Bei seinem letzten Besuch überreicht sie Valjean einen Brief, in dem sie ihn inständig bittet, ihre Tochter nicht allein zurückzulassen und sich um sie zu kümmern. Trotz seiner eigenen schweren Bürde, die ihn erwartet, gibt er ihr das Versprechen, die kleine Cosette nicht im Stich zu lassen. Der nebenan wartende Javert hört dies, waltet aber nichtsdestotrotz seines Amtes und nimmt Valjean nach diesem Besuch am Sterbebett sogleich fest. Wieder wandert Jean Valjean hinter Gitter, wird aber sein gegebenes Versprechen Fantine gegenüber nicht vergessen und plant daher den nächsten Ausbruch.

### Dritte Epoche: Cosette
Wieder sind einige Jahre ins Land gegangen. Die kleine Cosette wird von ihren Pflegeeltern, Madame und Monsieur Thénardier, stiefmütterlich behandelt, während deren leibliches Kind Éponine ein deutlich angenehmeres Leben führen darf. Cosette muss im Haushalt rund um die Uhr schuften und erfährt kein einziges liebes Wort. Als sie eines Tages mit einem Eimer zum Fluss geschickt wird, um für den Haushalt Wasser zu schöpfen, trifft sie auf einen großen, starken Mann: Es ist Valjean, der seinem Versprechen nachgekommen ist und nach seinem Ausbruch aus dem Gefängnis sich fortan um Cosette kümmern will. Valjean geht zu den Thénardiers und löst das Mädchen bei ihnen aus. Durch seine Tätigkeit als Fabrikdirektor verfügt er über ein beträchtliches Vermögen und kann dadurch Cosette ein beschauliches Leben bieten.
Doch wieder schlägt das Schicksal ratsam zu: Seine ihm im Haushalt helfende Portiersfrau sieht, wie Valjean sein Geld in seinem Rocksaum versteckt. Dies kommt der neugierigen Hausangestellten verdächtig vor, und sie eilt sogleich zur Polizeistation, um von ihrer Entdeckung zu berichten. Zufälligerweise ist auch Javert anwesend, der eine Vorahnung hat. Doch in Valjeans Domizil angekommen, ist dieser bereits wieder entfleucht. Auf der Flucht landet er in einem Klostergarten, der ausgerechnet von demjenigen Mann gepflegt wird, den Valjean einst unter dem Laster hervorgezogen hatte. Der alte Gärtner erweist sich als dankbar, stellt Valjean offiziell als einen Gehilfen ein und sorgt überdies dafür, dass Cosette in der Klosterschule erzogen wird. Javert kommt wieder zu spät und gibt seine Jagd auf Valjean auf.

### Vierte Epoche: Cosette und Marius (1832)
Einige Jahre später: Jean Valjean ist noch immer in Freiheit, aber mittlerweile recht ergraut. Cosette ist zu einer hübschen, jungen Frau geworden. Beide haben das Kloster, das ihnen mehrere Jahre Unterschlupf gewährt hatte, verlassen und sind nach Paris gezogen. Hier lässt sich Valjean als Monsieur Fauchelevent nieder. Er und Cosette flanieren auf den Boulevards und in den Parks, und man hält beide für Vater und Tochter. Eines Tages verguckt sich Cosette in einen jungen Mann mit großen, träumerischen Augen. Er heißt Marius und erfährt über Éponine Thénardier, wo Cosette wohnt. Da man ihm daheim die Eheschließung mit Cosette partout nicht gestatten will, schließt sich Marius – man schreibt das Revolutionsjahr 1832 – aus Verzweiflung den jungen Revolutionären gegen das überkommene Regime des Königs an. Marius hat Cosette in einem Brief von seiner Absicht geschrieben. Valjean fängt den Brief ab und eilt zu den Barrikaden – um den jungen Mann, aber auch eventuell verwundete Aufrührer zu retten.
Hier trifft der Ausbrecher erneut auf seinen alten Erzfeind, der sich vor Ort aufhält, um im Auftrag der Staatsgewalt die studentischen Rädelsführer des Aufstands festzunehmen. Doch die gewinnen die Oberhand, und Javert muss fliehen. Valjean zeigt sich erneut großmütig und lässt Javert entkommen. Valjean kümmert sich daraufhin um den schwer verwundeten Marius und trägt diesen auf seinen Schultern davon. Da stößt Valjean plötzlich wieder auf Javert. Doch diesmal siegt bei diesem die Menschlichkeit über das Pflichtgefühl. Gemeinsam schaffen die beiden Erzfeinde Marius zu dessen Großvater in Sicherheit. Nach seiner Genesung heiratet Marius seine Cosette. Jean Valjean bleibt allein zurück. Zwar hat er Javert vom Hals, dafür versucht der alte Monsieur Thénardier Unruhe zu stiften. Der teilt Marius mit, dass sein Schwiegervater ein ehemaliger Strafgefangener sei. Marius kann dies nicht glauben und stürzt zu Valjean. Der gesteht reumütig, dann stirbt er, mit sich und der Welt im Reinen.

## Produktionsnotizen
Gedreht 1912, erlebte der vierteilige Film, anders als zumeist zu lesen ist, nicht etwa am 3. Januar 1913 im heimatlichen Paris seine Uraufführung. Premieren sind bereits am 15. November 1912 in Wien und am 30. November 1912 in Berlin (Nollendorfplatz) nachweisbar. Die einzelnen Kapitel besaßen eine Filmlänge von 805 Meter (erster Teil), 800 Meter (zweiter Teil), 730 Meter (dritter Teil) und 1110 Meter (vierter Teil). Im deutschsprachigen Raum wurde diese Großproduktionen auf mehrere Tage verteilt in die Kinos gebracht.
Henri Ménessier schuf die umfangreichen Filmbauten.
Der Film soll laut damaliger Werbung rund 200.000 Francs gekostet haben und ein enormer Erfolg gewesen sein.
Im darauf folgenden Jahr 1913 inszenierte Capellani daraufhin mit Germinal eine weitere als Großproduktion angelegte, ambitionierte Literaturverfilmung, diesmal nach einer Vorlage von Émile Zola.

## Wissenswertes
Hugos Les Misérables war seit nahezu dem Anbeginn der Kinematografie eines der beliebtesten Vorlagen für Verfilmungen. Bereits 1897 gab es einen kurzen Film, der sich nur damit befasste, die einzelnen Personen der Geschichte darzustellen. 1905 hatte sich Capellani erstmals des Stoffes mit Le Chemineau angenommen. 1909 – damals in Gestalt von vier aufeinander folgenden Kurzfilmen – gab es eine Version des US-Amerikaners J. Stuart Blackton, ehe sich Capellani 1912 mit einer abendfüllenden Version an dem Monumentalwerk versuchte. Dutzende weitere Verfilmungen und rund ein halbes Dutzend Fernsehfassungen folgten.

## Kritiken
Angesicht des umfangreichen Stoffes und der erzählerischen Wucht dieser Geschichte waren die an derlei Großproduktionen nicht gewohnten Kritiker voll des Lobes über Capellanis Inszenierung. In der deutschen Fachpublikation Der Kinematograph beispielsweise hieß es: „Mit sehr geschickter Hand sind aus diesem Hugo’schen Werke die für die Leinwand am wirksamsten Szenen herausgegriffen worden und mit unleugbarem Geschick zu einer Handlung aneinandergereiht worden, die nie ermüdet, sondern den Beschauer bis zum letzten Moment im Banne hält.“ Fazit: „Der Film dürfte eine neue Bresche in das schon wankend gewordene Bollwerk der Kinogegner schlagen, die der Kinematographie jede Möglichkeit künstlerischen Wertes absprechen wollen“.
Die Kärntner Zeitung schrieb: „Viktor Hugos ‚Les misérables‘ hatte in der packend inszenierten Kinodarstellung so lebhaftes Interesse hervorgerufen, daß viele schon mit gespanntester Neugierde auf die Fortsetzung im dieswöchigen Programme warteten. Tatsächlich vertiefte sich die Anteilnahme an den wechselvollen Schicksalen des Valjean und der unglücklichen Fantine von Szene zu Szene.“. Und am Neujahrstag 2013 war im Kärntner Tagblatt zu lesen: „Ein wahres Meisterstück der Inszenierungskunst sind zumal die lebensvollen, aufregenden Bilder von der Pariser Revolution des Jahres 1832“.
Die Leitmeritzer Zeitung befand: „Dieses Drama schildert in fesselnden Szenen den ewigen Kampf des Menschen um die Selbsterhaltung und bildet diese Darstellung in Handlung und in Photographie ein wirkliches Meisterwerk der Kinoindustrie.“
Die Mödlinger Zeitung bezog sich auf die Monumentalität des Filmstoffes und schrieb: „Sensationell ist das Stück jedenfalls, da es große Mühe und Geld gekostet haben mochte und da die Handlung des Romanes neu bearbeitet zusammengezogen werden mußte, um die Bilder anschaulich zu machen.“